# Siófok Kézilabda Club
Il Siófok Kézilabda Club, noto anche come Siófok KC, è una società ungherese di pallamano femminile della città di Siófok. Milita nella Nemzeti Bajnokság I, la massima serie del campionato ungherese. Nella sua storia ha vinto una EHF Cup nell'edizione 2019.

## Storia
Dopo aver trascorso diverse stagioni nelle serie inferiori, nel 2009 il club ricevette l'offerta dalla federazione ungherese di iscriversi nella Nemzeti Bajnokság I, la massima divisione nazionale, in sostituzione del Tajtavill-Nyíradony. Una volta raggiunta la massima serie, il club si è presto affermato in campionato, conquistando il terzo posto al termine della stagione 2011-2012, posizione raggiunta nuovamente nella stagione 2018-2019.
Nel 2019 ha vinto per la prima volta la EHF Cup, superando nella doppia finale le danesi del Team Esbjerg: dopo il pareggio per 21-21 in terra danese, le ungheresi hanno vinto la finale di ritorno per 26-21.